# Толоконникова Маргарита Миколаївна
Маргарита Миколаївна Толоконникова (нар. 12 березня 1925, Алмати — пом. 1976) — українська радянська художниця; член Спілки радянських художників України. Дружина художника Григорія Домненка, мати художниці Галини і скульпторки Катерини Домненків.

## Біографія
Народилася 12 березня 1925 в місті Алмати (нині  Казахстан). 1956 року закінчила Харківський художній інститут. Її вчителями були Абрам Черкаський, Сергій Бесєдін.
Жила у Ворошиловграді, в будинку на кварталі Шевченка № 35, квартира № 35. Померла у 1976 році.

## Творчість
Працювала в галузі станкового живопису. Серед робіт:
- «Ранок» (1956);
- «В дитячому садку» (1957);
- «Бригада комуністичної праці» (1964);
- «Відпочинок» (1966).

Брала участь у всесоюзних виставках з 1956 року. 